# Rufino (vescovo di Capua)
San Rufino (Siria, ... – Capua, 25 agosto 423) è stato un vescovo e santo siriano, è venerato come santo dalla Chiesa cattolica.

## Agiografia
Presbitero in Palestina, visse nella seconda metà del IV sec. d.C., sotto il pontificato di Atanasio. Da principio negò la trasmissione del peccato originale, ma poi convertito a Roma dai Santi Girolamo e Pammacchio, scrisse una serie di libri ortodossi sulla fede. Veniva lodato per la sua viva intelligenza e l'arguzia di mente. Fece atto di sottomissione al Vescovo di Roma e con l'aiuto di Pamacchio riuscì a liberarsi dai suoi errori. San Rufino strinse un forte legame di amicizia con San Girolamo, questi più volte si recò con lui in diversi luoghi per compiere importanti legazioni diplomatiche. Fu creato vescovo di Capua verso il 410 da Papa Innocenzo I. Morì a Capua il 25 Agosto del 423.

## Culto
Dopo la morte avvennero vari e interessanti prodigi e miracoli attribuiti al vescovo morto in odore di santità. Sepolto nella Basilica dei Santi Apostoli, venne poi trasferito il corpo, nel 688 dall'allora vescovo Decoroso, in quella dei Santi Stefano ed Agata, ed indi nella odierna cattedrale, dove rimane tuttora ignoto il sito in cui  giace, comunque si dica posto all'ingresso della presente cappella della Concezione, o all'ingresso del Tesoro. Fu pure insigne Taumaturgo dopo morto. Verso la metà del IX sec d.C., il longobardo Radiperto, vescovo vulturnense, fece erigere nella sua cattedrale un altare marmoreo dedicato al santo capuano, finemente rivestito con argento e metalli preziosi. Il marmo sepolcrale riportava la scritta: "Perspicuo argenti sacrum altare metallo Rufini eximii struxit in omne decus." Il breviario Capuano riporta su San Rufino la seguente espressione: "Rufinus Episcopus Vir Eximii Sanctitatis". Furono fondate innumerevoli chiese e cappelle in suo onore sia dai longobardi che ne avevano particolare cura, sia dai capuani che ne erano fortemente legati.
Furono proprio i Longobardi che ne portarono il culto nell’antica diocesi di Sinuessa, in modo particolare nell’attuale Mondragone (CE), oggi diocesi di Sessa Aurunca, dove è fortemente venerato e il 25 agosto di ogni anno è festeggiato nella parrocchia omonima, la più grande della diocesi.

## Il miracolo del bambino
A San Rufino è attribuito il miracolo della risurrezione di un bambino. Si narra che san Decoroso, vescovo capuano della fine del VII secolo,  sentì dal coro della sua cattedrale le imprecazioni di una donna, in continua ricerca della guarigione del figlio quasi morto. Fu condotta quindi al sepolcro di San Rufino. Grazie all'intercessione del santo, il figlio, posto sull'altare, riprese a vivere.